# 松本恵二
松本 恵二（まつもと けいじ、1949年12月26日 - 2015年5月17日）は、日本のレーシングドライバー。京都府出身。現役時代の異名は「勝負師」。1979年の全日本F2選手権チャンピオン。

## 経歴
イギリス人の血筋を持つクォーター。少年時代からスポーツ全般をこなし、小学校から中学校まで野球部でレギュラー選手としてプレー。宇治工芸高等学校へ進学し、甲子園大会に出場したいと思い描く野球少年だった。しかし、高校1年の時に初めて鈴鹿サーキットでレース観戦する機会があり、実際にレースを見て熱狂したという。これ以後はレースに出るにはどうすれば出られるのかと考える日々となった。1968年、自動車免許を取るとなんとか自分で工面した資金と、親からの資金援助も受け当時の価格で20万円ほどだった中古車を買い、不必要なカーラジオや暖気ヒーターなどを自分で外して軽量化、自宅から鈴鹿サーキットまでその車で自走して行き本コースを走り始めた。しばらくはサーキット通いを黙ってすべて一人でやっていたので、親は街をドライブしているような車趣味だと思っていたが、松本はサーキット以外でも若き日には地元・京都の東山ドライブウェイや比叡山で運転技術向上を目指し、どうすればさらに速く走れるのかを研究するために走っていた。
1969年 19歳の時にT-1レース（1300cc以下のツーリングカーのカテゴリー）にデビュー、初レースで6位入賞する。ほぼノーマルのような車両だったが4レース目になるとトップ争いをし始めて初優勝も記録する。1970年、20歳でT-1クラスのチャンピオンを獲得すると、それまでに参戦に協力してくれたレース関係者からの支援・協力もさらに増えはじめ、入門フォーミュラカーである全日本FJ1300選手権にステップアップする。
1976年から国内最高峰クラスのF2000（F2の前身）に昇格、初年度からポイント獲得を果たす。
1979年、全日本F2選手権でシリーズチャンピオンを獲得。以後毎年トップカテゴリーで優勝を飾り、日本を代表するレーシングドライバーと呼ばれるようになった。
1981年8月にヨーロッパ遠征し、F2第10戦ドニントン・パークにマーチ・802BMWでスポット参戦、初コースで予選はポールポジションのマンフレッド・ヴィンケルホックの1'02"740から2秒遅れの1'05"000で17位（全31台出走）だったが、同じく出場していたクリスチャン・ダナーやパオロ・バリッラを上回るタイムだった。決勝レースは15位でチェッカーを受け、帰国後松本は「学ぶことがたくさんあった。一番刺激を受けたのはF2の参加台数が多いことで、日本の倍くらいの台数で予選からバンバン競う。また行ってみたいね。」とコメントした。
日本独自のフォーミュラである富士グランチャンピオンレース(以下、GC)では、マシンの構造がウイングカーだったため、1981年GCシリーズ第2戦でホームストレート走行中に突然車体が大きく舞い上がり、イン側のコースサイドに裏向きになって着地する大クラッシュに見舞われた。1983年GC第3戦前のプラクティス時にもコースアウトを喫した際、バリアに激突後大きく宙を舞い、フェンスを飛び越えて丘の上まで飛んで行った。いずれも大きな負傷は無くマシンからすぐに脱出したが、特に1981年のクラッシュでは宙に浮かんで落下途中で迫りくるガードレールを認識しており、あの上に落ちたら首が転がるなと一瞬覚悟していたという。1983年は富士GCでシリーズチャンピオンを獲得し、79年のF2に次ぐビッグタイトルを獲得する。
グループCカーでは、1983年に始まった全日本耐久選手権でトムス・83C/トヨタに乗り、同年の鈴鹿1000kmではトップのポルシェ・956から3周遅れながら2位入賞。WEC-JAPANでは決勝レース中に2度フロントカウルが破損し、スペアのカウルがなくそのままリタイヤかと思われたが、姉妹車である童夢・RC-83のフロントカウルを借りてレースに復帰。しかし、197周目のストレートでクラッシュ。車両は大破しており松本の安否が心配されたが、脱出でき事なきを得た。その1ヵ月半後の富士500マイルレースまでに大破したマシンは修復され、2位に入賞した。1984年も引き続きトムスから中嶋悟・関谷正徳とのチームで参戦、開幕の鈴鹿500kmで松本のドライブによりポールポジションのタイムをマークした。
1985年の全日本耐久選手権には日産陣営であるホシノレーシングに加入しての参戦、星野一義・萩原光と組みシルビアターボCニチラ（マーチ・85G）をドライブ。10月6日に富士で開催されたWEC-JAPAN（富士1000km）では終始悪天に見舞われレース運営が混乱、松本は決勝でのドライブ機会が無かったが、星野の力走によりチームは日本人チームとして初の世界選手権レース勝利を掴んだ。1986年の日産ワークス（NISMO）として初チャレンジとなるルマン24時間レースもこの3人でのチームで参戦予定だったが、萩原が同年4月に菅生にて死去したため代って鈴木亜久里が一員に加わり、星野・松本・鈴木亜久里の3人体制でル・マンに日産・R86Vで参戦した(結果は駆動系トラブルでリタイヤ)。
1986年から1987年にかけ、日本たばこ産業（JT）の『キャビン』ブランドのイメージキャラクターを先代の三浦友和から引継ぎ、テレビCMに出演。CMはMALTAの音楽と共に人気を呼び、松本は1986年ベストドレッサー賞を受賞した。キャビンは全日本F2選手権と富士GCで松本のメインスポンサーでもあり、マシンがキャビンのパッケージカラーである赤いカラーリングとなった。モータースポーツに大企業が参入し始めた時期であったが、JTによるビッグプロジェクト「キャビンレーシング」の発足に付き、チームオーナー兼ドライバーになった松本は多大なプレッシャーを感じており、中嶋悟とのバトルを制して優勝を果たした開幕戦のレース後「今までで一番の緊張だった。ビッグ・スポンサーを得た初戦で、スタート前には心臓が止まるかと思うほど緊張していた」とコメントした。この開幕戦の優勝はヤマハ・OX66エンジンの記念すべき初勝利でもあった。この時期には、F3挑戦を始めた俳優の岩城滉一にアドバイスを送るなど支援していた。
1988年、F3000には童夢からの参戦となった。童夢ではオリジナルF3000シャシーの童夢・F101プロジェクトが進行中で、松本はこの開発ドライバーでもあったがレース結果は低迷し、1ポイント獲得のみに終わる。1990年の全日本F3000では使用したローラ製シャシーT90/50が松本のドライビングとマッチし2勝を挙げランキング4位を獲得、復活を印象付けた。しかし翌1991年からは童夢オリジナルのF102およびF103での開発参戦となり、上位に食い込むことが減って行ったが、4年に渡る童夢でのマシン開発は実を結びつつあり第5戦オートポリスでチームメイトのマルコ・アピチェラにより童夢のマシンは優勝を遂げるレベルに達した。
1992年シーズン終了をもって現役を引退し、以後は童夢のチームマネージャーとなった。
1995年に童夢入りした中野信治の全日本F3000およびフォーミュラ・ニッポン参戦時に松本は童夢の監督であり、中野の師匠的存在である。中野がF1にデビューした1997年にはヨーロッパラウンドのグランプリ現場を訪れ、プロスト・グランプリのピットで視察する姿が報じられた。中野は松本を「レースに関しては詳細に昔の色々な出来事を覚えている」「厳しいけど、心根はとても優しい人」と語っている。
1996年、童夢のF1プロジェクトで製作された童夢・F105のシェイクダウンテストを松本が担当した。
1997年シーズンを最後に童夢がフォーミュラ・ニッポンへの参戦を終了することになり、同年をもって松本は童夢を一旦離れることとなった。
1998年、チーム5ZIGENの創業者・木下正治からのオファーを受け、5ZIGENの「レースディレクター」に就任。木下と共に5ZIGENチームの陣頭指揮を執る体制となり、2001年にミハエル・クルム、服部尚貴を起用したフォーミュラ・ニッポンのチームタイトルを獲得。5ZIGENでは以後道上龍、本山哲、松田次生を監督として指揮、鼓舞した。5ZIGENのレース活動縮小と、自らの体調悪化によりレース現場に姿を見せることが減っていった。
童夢での監督時代、童夢F3チームに加入してきた脇阪寿一も弟子の一人であり、脇阪のF3参戦時代から自身の持っているテクニックを教えることで自身のレース生涯を託していた。脇阪曰く「無償の愛を与えてくれた人。若手育成名目でおカネをもらっている人間もいる中で、自分の命を削ってでも我々を育ててくれた。だから早くに死んでしまったんですけど」と最大限の謝辞を述べている。ほかにも弟子に、5ZIGENに在籍した田中実、脇阪薫一などがいる
2015年5月17日 - 肝硬変のため死去。享年65。
現役時から京都市左京区でカー用品やレーシングカート、レーシング用品などを扱うショップ(カーブティック)「モータースポーツメイジュ」を開いており、一般自動車用のオリジナルホイールやアパレルなども展開。外国車の販売も手掛けた。松本自身の乗るレーシングマシンや愛用のアライヘルメットにもショップのマークである「MJ」ロゴが常に貼られていた。レーシングチーム「メイジュレーシング」として、全日本F3選手権に森本晃生や羽根幸浩を擁して参戦した。松本の逝去後もレーシングカートへの参戦など活動は引き継がれている。

## レース戦績
- 1969年 - T-1レース（ツーリング1,300cc以下）でデビュー。初出場6位入賞。
- 1973年3月 - 鈴鹿300km・TSレース予選でコースレコードとなるタイムでポールポジションを獲得。
- 1976年 - 全日本F2000選手権 ランキング17位
- 1977年 - 鈴鹿500kmで森泰章とのコンビで優勝。
- 1977年 - 全日本F2000選手権 ランキング9位
- 1978年 - 全日本F2選手権 ランキング5位
- 1979年 - 全日本F2選手権 チャンピオン（3勝）
- 1980年 - 全日本F2選手権 ランキング4位（1勝）
- 1981年8月 - ヨーロッパF2選手権スポット参戦
- 1981年 - 全日本F2選手権 ランキング4位（1勝）
- 1982年 - 全日本F2選手権 ランキング3位
- 1983年 - 富士GC チャンピオン
- 1983年 - 全日本F2選手権 ランキング8位（1勝）
- 1984年 - 全日本F2選手権 ランキング5位
- 1985年 - 星野一義、萩原光とともにマーチ・85G/日産をドライブしてWEC-JAPAN優勝。
- 1985年 - 全日本F2選手権 ランキング2位（1勝）
- 1986年 - 全日本F2選手権 ランキング4位（2勝）
- 1987年 - 全日本F3000選手権 ランキング4位
- 1988年 - 全日本F3000選手権 ランキング12位
- 1989年 - 全日本F3000選手権 ランキング14位
- 1990年 - 全日本F3000選手権 ランキング4位 （2勝）
- 1991年 - 全日本F3000選手権 ランキング12位
- 1992年 - 全日本F3000選手権 引退。

### FJ1300
| 年     | チーム | マシン      | 1       | 2     | 3       | 4   | 5       | 6     | 7       | 8   | 順位 | ポイント |
| ------ | ------ | ----------- | ------- | ----- | ------- | --- | ------- | ----- | ------- | --- | ---- | -------- |
| 1974年 |        | KE-FJ1300   | SUZ ret | FSW   | SUZ Ret | SUZ | SUZ Ret | SUZ 6 |         |     | 位   |          |
| 1975年 |        | マーチ・743 | SUZ 6   | SUZ 4 | SUZ 4   | FSW | FSW     | NIS   | SUZ Ret | SUZ | 位   |          |

### 鈴鹿FL500
| 年     | チーム       | マシン | 1   | 2       | 3   | 4   | 5   | 6   | 順位 | ポイント |
| ------ | ------------ | ------ | --- | ------- | --- | --- | --- | --- | ---- | -------- |
| 1976年 | アンクラフト | R76L   | SUZ | SUZ Ret | SUZ | SUZ | SUZ | SUZ | NC   | 0        |

### 全日本F2000選手権/全日本F2選手権/全日本F3000選手権
| 年     | チーム                        | 使用車両                                                   | 1       | 2       | 3       | 4       | 5       | 6       | 7       | 8       | 9      | 10      | 11      | 順位 | ポイント |
| ------ | ----------------------------- | ---------------------------------------------------------- | ------- | ------- | ------- | ------- | ------- | ------- | ------- | ------- | ------ | ------- | ------- | ---- | -------- |
| 1976年 | マツモトレーシングユニオン    | マーチ・752 BMW                                            | FSW     | SUZ Ret | FSW     | SUZ 8   | SUZ Ret |         |         |         |        |         |         | 17位 | 3        |
| 1977年 | DIATONEレーシング             | マーチ・752 BMW シェブロン・B35/B40 BMW                    | SUZ 7   | SUZ 5   | NIS 3   | SUZ 6   | FSW 9   | FSW 10  | SUZ 7   | SUZ Ret |        |         |         | 9位  | 32 (34)  |
| 1978年 | DIATONEレーシング             | シェブロン・B35/B40 BMW                                    | SUZ 7   | FSW 4   | SUZ 6   | SUZ 4   | SUZ 9   | NIS 2   | SUZ 11  |         |        |         |         | 5位  | 50 (60)  |
| 1979年 | DIATONEレーシング             | マーチ・782 BMW マーチ・792                                | SUZ 9   | NIS 1   | SUZ 3   | FSW 1   | SUZ 5   | SUZ 1   | SUZ 5   |         |        |         |         | 1位  | 79 (90)  |
| 1980年 | DIATONEレーシング             | マーチ・782 BMW マーチ・802                                | SUZ 6   | NIS 3   | SUZ Ret | SUZ Ret | C       | SUZ 1   | SUZ 4   |         |        |         |         | 4位  | 42       |
| 1981年 | DHL マーチ                    | マーチ・802 BMW マーチ・812                                | SUZ 1   | SUZ 11  | SUZ 2   | SUZ 9   | SUZ 13  |         |         |         |        |         |         | 4位  | 37       |
| 1982年 | DHL マーチ                    | マーチ・822 BMW                                            | SUZ 2   | FSW 4   | SUZ 2   | SUZ 2   | SUZ 7   | SUZ Ret |         |         |        |         |         | 3位  | 55 (59)  |
| 1983年 | フットワーク レーシングメイト | マーチ・832 BMW                                            | SUZ 5   | FSW DSQ | NIS Ret | SUZ 1   | SUZ Ret | FSW 10  | SUZ 7   | SUZ 8   |        |         |         | 8位  | 36       |
| 1984年 | LM SPORTS                     | マーチ・842 BMW                                            | SUZ 3   | FSW Ret | NIS 9   | SUZ 3   | SUZ 15  | FSW 8   | SUZ Ret | SUZ 1   |        |         |         | 5位  | 39       |
| 1985年 | LM SPORTS                     | マーチ・85J BMW (R1-2) マーチ ヤマハ・OX66 (R3-8)          | SUZ 1   | FSW 6   | NIS Ret | SUZ 3   | SUZ 9   | FSW 6   | SUZ 5   | SUZ 2   |        |         |         | 2位  | 67 (69)  |
| 1986年 | CABIN RACNG                   | マーチ・86J ヤマハ・OX66                                   | SUZ 1   | FSW 5   | NIS 1   | SUZ 5   | SUZ 5   | FSW 5   | SUZ Ret | SUZ Ret |        |         |         | 4位  | 72       |
| 1987年 | CABIN RACNG                   | マーチ・87B コスワース・DFV ローラ・T87/50                 | SUZ 13  | FSW 3   | MIN 3   | SUZ 4   | SUZ 4   | SUG 3   | FSW Ret | SUZ 4   | SUZ 3  |         |         | 4位  | 78       |
| 1988年 | 株式会社童夢                  | マーチ・87B 無限・MF308 マーチ・88B ローラ・T87 童夢・F101 | SUZ 13  | FSW 6   | MIN Ret | SUZ Ret | SUG     | FSW Ret | SUZ 16  | SUZ Ret |        |         |         | 12位 | 1        |
| 1989年 | WATANABE 童夢                 | レイナード・89D 無限MF308                                  | SUZ 14  | FSW 6   | MIN 6   | SUZ Ret | SUG Ret | FSW 6   | SUZ 6   | SUZ Ret |        |         |         | 14位 | 4        |
| 1990年 | WATANABE 童夢                 | レイナード・90D 無限MF308 ローラ・T89/50 ローラ・T90/50    | SUZ 3   | FSW Ret | MIN 1   | SUZ 1   | SUG Ret | FSW 14  | FSW Ret | SUZ 7   | FSW 13 | SUZ Ret |         | 4位  | 22       |
| 1991年 | HOYU 童夢                     | 童夢・F102 無限・MF308                                     | SUZ Ret | AUT Ret | FSW 2   | MIN Ret | SUZ Ret | SUG Ret | FSW 24  | SUZ 12  | FSW C  | SUZ 18  | FSW Ret | 12位 | 6        |
| 1992年 | DUNLOP 童夢                   | 童夢・F103 無限・MF308                                     | SUZ 13  | FSW Ret | MIN Ret | SUZ Ret | AUT Ret | SUG Ret | FSW 9   | FSW Ret | SUZ 9  | FSW 14  | FSW NC  | NC   | 0        |

### ヨーロッパ・フォーミュラ2選手権
| 年     | チーム             | シャシー    | エンジン | タイヤ | 1   | 2   | 3   | 4   | 5   | 6   | 7   | 8   | 9   | 10     | 11  | 12  | 順位 | ポイント |
| ------ | ------------------ | ----------- | -------- | ------ | --- | --- | --- | --- | --- | --- | --- | --- | --- | ------ | --- | --- | ---- | -------- |
| 1981年 | Marcus Hotz Racing | マーチ・802 | BMW      | D      | SIL | HOC | THR | NÜR | VAL | MUG | PAU | PER | SPA | DON 15 | MIS | MAN | NC   | 0        |

### ル・マン24時間レース
| 年     | チーム | コ・ドライバー      | 使用車両   | クラス | 周回 | 総合順位 | クラス順位 |
| ------ | ------ | ------------------- | ---------- | ------ | ---- | -------- | ---------- |
| 1986年 | NISMO  | 星野一義 鈴木亜久里 | 日産・R86V | C1     | 64   | DNF      | DNF        |
| 1987年 | NISMO  | 星野一義 高橋健二   | 日産・R87E | C1     | 181  | DNF      | DNF        |

### 全日本耐久選手権/全日本スポーツプロトタイプカー耐久選手権
| 年     | 所属チーム      | コ.ドライバー                       | 使用車両                              | タイヤ | クラス | 1     | 2       | 3       | 4       | 5     | 6       | 7 | 順位 | ポイント |
| ------ | --------------- | ----------------------------------- | ------------------------------------- | ------ | ------ | ----- | ------- | ------- | ------- | ----- | ------- | - | ---- | -------- |
| 1983年 | トムス          | 星野薫 関谷正徳                     | トムス・82C/トヨタ                    | B      | C1     | SUZ   | SUZ     | FSW     |         |       |         |   |      |          |
| 1984年 | トムス          | 中嶋悟 関谷正徳                     | トムス・84C/トヨタ                    | B      | C1     | SUZ   | TSU     | SUZ     | FSW     |       |         |   |      |          |
| 1985年 | HOSHINO RACING  | 中子修                              | パナススホーツ日産ターボC （LM・04C） | B      | C1     | SUZ 5 | FSW Ret |         |         |       |         |   | 15位 | 35       |
| 1985年 | HOSHINO RACING  | 星野一義 萩原光                     | シルビアターボCニチラ （マーチ・85G） | B      | C1     |       |         | FSW Ret | SUZ Ret | FSW 1 | FSW Ret |   | 15位 | 35       |
| 1986年 | Person's ルマン | 鈴木亜久里                          | マーチ・86G/日産                      | B      | C1     | SUZ   | FSW     | FSW     | SUZ     | FSW   | FSW     |   | 位   |          |
| 1988年 | OMRON Racing    | ヴァーン・シュパン エイエ・エリジュ | ポルシェ・962C                        | D      | C1     | FSW   | SUZ     | FSW     | FSW     | SUZ   | FSW     |   | 位   |          |

## エピソード
- 緻密さと大胆さを併せもったレースぶりで、国内レースで星野一義や中嶋悟と並ぶトップ・ドライバーだった。
- 普段は静かな京都弁で話し、気さくで温厚な人柄だが、レースになると勝負師になった。カーナンバーは「8」がお気に入りで、可能な場合にはほぼ「8」をつけトレードマークでもあった。このカーナンバー「8」は、のちに松本が監督となる童夢レーシングのエースナンバー格として使用された。なお、富士GCの参戦では「7」も多く使用した。
- 地元である京都への愛着が強く、ル・マン24時間レース参戦時にも「海外があまり得意ではないので早く（京都の）家に帰りたくなる」とインタビューで答えている。帰国の飛行機では早く日本の空気を感じたいため、必ず日本人クルーで運航される日本の航空会社の飛行機のチケットを取った。
- NPO法人夢のかけ橋プロジェクトの「全ての子供の夢を応援する」という趣旨に賛同し、自らイベントにも参加し支援していた[13][14]。
- カーグラフィック誌での対談企画で、星野一義は松本と出会った第一印象を「恵ちゃんは当時まだツーリングカーでカローラに乗っていて、背が高くてかっこいいし、見た目は負けるけどコースでは絶対に負けねぇと勝手に意気込んでたら、喋ると京都弁で顔のイメージと違ってて驚いちゃったね 笑」と述べている[1]。星野以外では、同い年だった佐藤文康と仲が良かった[15]。
- モータースポーツジャーナリストの今宮純によると、松本の口癖は「レースはこわいんやでェ」だったと言い、予選3位と好位置を獲得しながらスタートでエンジンストールしてしまった際には、止まっている自分にいつ後続が全速で追突するかと恐怖を感じた松本はコクピット内で放心状態となっていたが、その直後の取材で今宮に「怖いなんてもんやなかったわ」とぼやいたと記している[16]。
- メルセデス・ベンツの市販車を「高速域での巡行性能がとてもいい」と高く評しており、280CEのAMGチューンを愛車としていた[11]。
- 酒が好きであった。シーバスリーガルを愛飲していた[17]。
- レーサーを主人公とした六田登の漫画『F』に実名で登場する。女性ファンにサインを頼まれている松本に漫画の主人公・赤木軍馬が絡むシーンが描かれており、松本の台詞は京都弁で「なんや」の一言であった。
- 童夢で指導した脇阪寿一を「ジュイチ」ではなく「ジュンイチ」と呼んでおり、20何年経ってもずっとそのままだったと脇阪がブログで記している[18]。
- F3時代のANABUKI童夢およびフォーミュラ・ニッポンでのチーム5ZIGENで指導した脇阪薫一が2014年、大阪・北新地に割烹『四十壱番』をオープンさせた際には、薫一に頼まれた松本が店の看板の文字を書いた[19]。

## CM出演
- 日本たばこ産業「キャビン」（1986年 - 1987年）
- ドライバーズスクールワタナベ（1989年 - 90年）

## 書籍
- 松本恵二 俺だけの運転テクニック 仕掛ける！攻める！振りきる！（1983年3月、講談社/三推社）
- 松本恵二の運転術 一般ドライバーの安全運転のために（1984年1月、交通タイムス社）
- 松本恵二 マンツーマン運転術（1987年4月、講談社）
- 松本恵二 実戦かっとびドラテク指南87（1987年5月、講談社/三推社）ISBN 4063038025